# Ojo (TV)
Ojo fue la televisión bajo demanda de ONO presentada en marzo de 2006. Funcionaba mediante IPTV y estuvo disponible en todo el territorio pre-Auna de Ono y en parte del territorio de Auna, es decir, en las zonas donde estuvo disponible el decodificador Motorola DVi3020 o DVi3120. Solo era posible acceder a Ojo si se tenía contratada la televisión digital de la mencionada operadora. Tras la evolución del servicio recibió el nombre de videoclub, presente en la actualidad.